# Лапландские заводы
Лапландские заводы — комплекс промышленных предприятий по добыче и выплавки меди, существовавший на востоке Кольского полуострова в урочище Три Острова на рубеже 1730-1740-х годов.
Месторождение медных руд у устья реки Русинге (низовья реки Поной) было обнаружено в 1730-х годах архангелогородцами Мырцовым и Ерофеевым, начавшими их кустарную разработку. В 1736 году месторождение посетил начальник казённых горных заводов Курт Александр фон Шемберг. По его ходатайству месторождение было передано в казну, а в 1739 году пожаловано самому Шембергу вместе с ссудой в 50 000 рублей и правом приписывать к заводам крестьян. В 1739—1742 на основанных около устья Русинги и Трёх островов Лапландских заводах было переработано 120 т руды и выплавлено 2073 кг меди. Заводской комплекс включал толчею с водяным колесом, промывальную, ворот для перемещения грузов, кузницу, 2 лаборатории, более 20 рудничных ям, 11 жилых помещений, 3 казармы, пивоварню и ряд других зданий и подсобных помещений.
После падения Бирона, видимо, покровительствовавшего Шембергу, на заводы в 1742 году была направлена ревизия, установившая, что себестоимость производства меди на этом предприятии, крайне удалённом от основных экономических центров государства и расположенном в малонаселённой местности с суровым климатом, составила 343 рубля за пуд, в то время как цена меди на российском рынке не превышала 8 рублей за пуд (на уральских заводах обычно не превышала 4-5 руб.).
7 апреля 1742 года последовал указ Елизаветы I: «Лапландские заводы и сальные промыслы от барона Шемберга отобрать и отдать в вольное содержание надежным людям». 17 июня 1742 года Шемберг был арестован, через два года после рассмотрения дела Сенатом было издано постановление его как иноземца «из‑под ареста освободить и, отдав ему шпагу и кавалерию (диплом на титул), отпустить его в отечество».
Заводы были возвращены в казну, взять заводы в аренду у казны желающих не нашлось — русинихские медные руды были бедными, и в 1744 году заводы были закрыты.
До настоящего времени от Лапландских заводов сохранились рудничные ямы. 
В XX веке в районе Трёх островов располагалась береговая батарея, расформированная в 1961 году .